# Autosan A0909L Tramp
Autosan A0909L Tramp – seria autobusów lokalnych, międzymiastowych i szkolnych produkowanych od 2000 roku w zakładach Autosan S.A. w Sanoku.

## Historia modelu
Produkowany od 1973 roku Autosan H9, mimo stopniowej modernizacji, pod koniec XX wieku był autobusem przestarzałym. W wyniku głębszej modernizacji modelu Autosan H9-21 w 2000 roku powstał model Autosan A0909L Tramp w wersji międzymiastowej zabierającej 55 pasażerów z czego 39 na miejscach siedzących (podtyp .01) oraz w odmianie podmiejskiej o pojemności przestrzeni pasażerskiej 70 osób z czego 20 na miejscach siedzących (podtyp .02). Tramp został zbudowany na ramie podłużnicowo-kratownicowej, wykonanej z rur kwadratowych i prostokątnych, na której osadzone zostało nadwozie wykonane z rur stalowych. Do napędu modelu A0909L zastosowano polski silniki Andoria 6cT107-3 o pojemności 6,54 dm³ i mocy maksymalnej 125 kW (170 KM) przy 2400 obr./min., zblokowany z 5-biegową manualną skrzynią biegów TS5-60 z Fabryki Przekładni Samochodowych z Tczewa. Drzwi przednie były otwierane pneumatycznie, zaś tylne ręcznie, natomiast w odmianie podmiejskiej wszystkie drzwi były sterowane pneumatycznie. W autobusie zastosowano osie firmy FON Radomsko zawieszone zależnie na resorach piórowych, z tyłu typu FON 474. Pojemność bagażnika podpodłogowego wynosi 2,5 m³. Tramp był planowany jako następca modelu H9-21, jednak oba modele produkowano równocześnie do 2006 roku.
W 2001 roku zmodernizowano sylwetkę tego autobusu poprzez wyeliminowanie świetlika nad szybą przednią i zmieniono nieznacznie ścianę przednią. Zaczęto stosować w wyposażeniu opcjonalnym silniki Cummins B215-20 Euro 2 o mocy maksymalnej 158 kW (215 KM) zblokowane z przekładnią TS5-60. W tym samym roku powstał również prototyp autobusu Autosan A0909L.01.03 Tramp w wersji miejskiej z układem drzwi 1-2-0. W 2002 roku wykonano prototyp autobusu szkolnego Autosan A0909L Indiana w wersji dla ruchu lewostronnego. Miał on być sprzedawany w Wielkiej Brytanii, jednak nie spotkał się z zainteresowaniem.

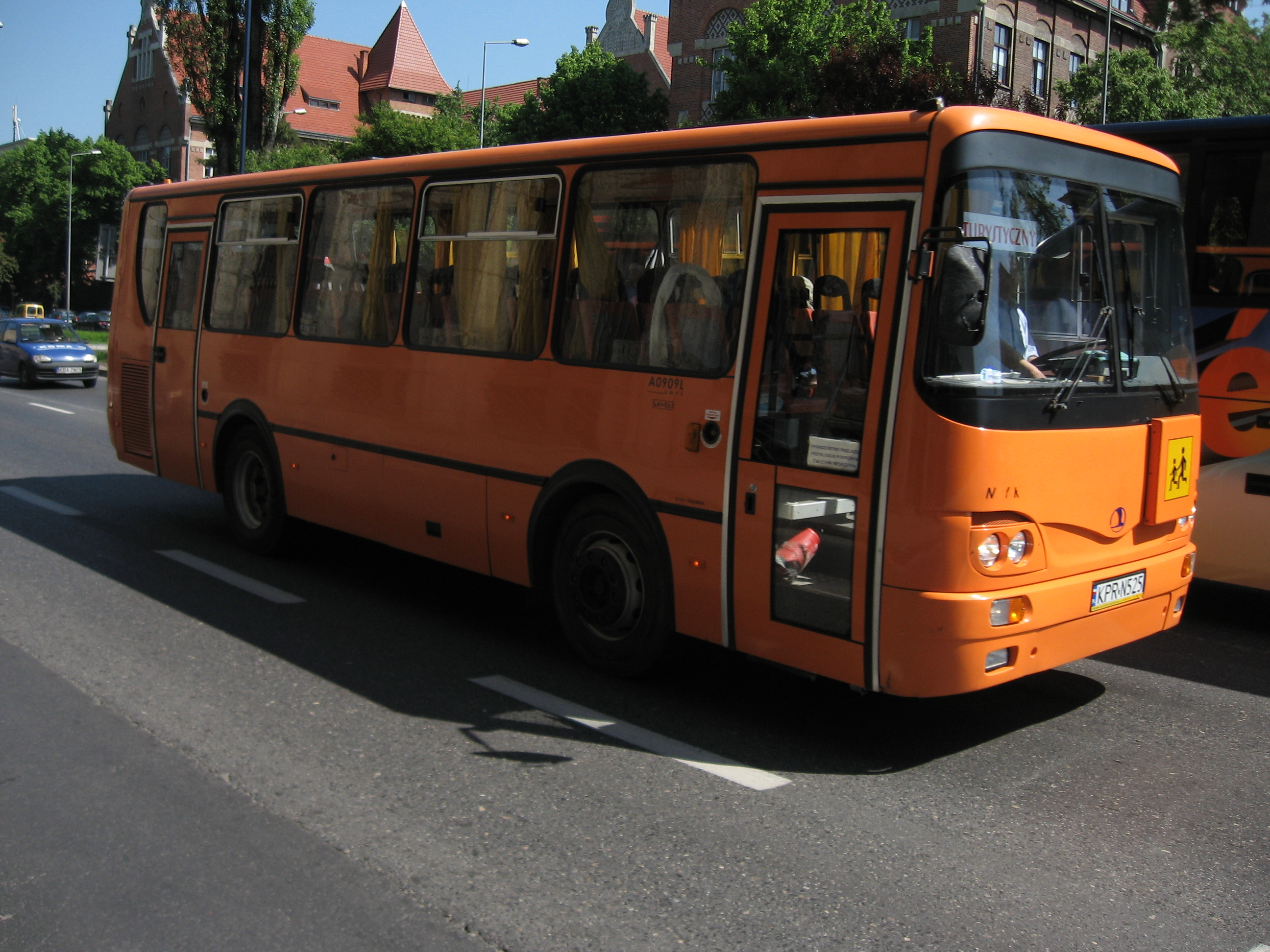
Szkolny Autosan A0909S Smyk w Krakowie

W 2003 roku do produkcji seryjnej wprowadzono autobus szkolny tzw. gimbus Autosan A0909S Smyk przeznaczony do przewozu 43 osób na fotelach wykonanych z tworzywa sztucznego.
W 2004 roku do oferty dołączył model w wersji lokalnej i podmiejskiej wyposażony w silnik Renault DCi4 CJ01 Euro 3 o mocy maksymalnej 127 kW (174 KM).

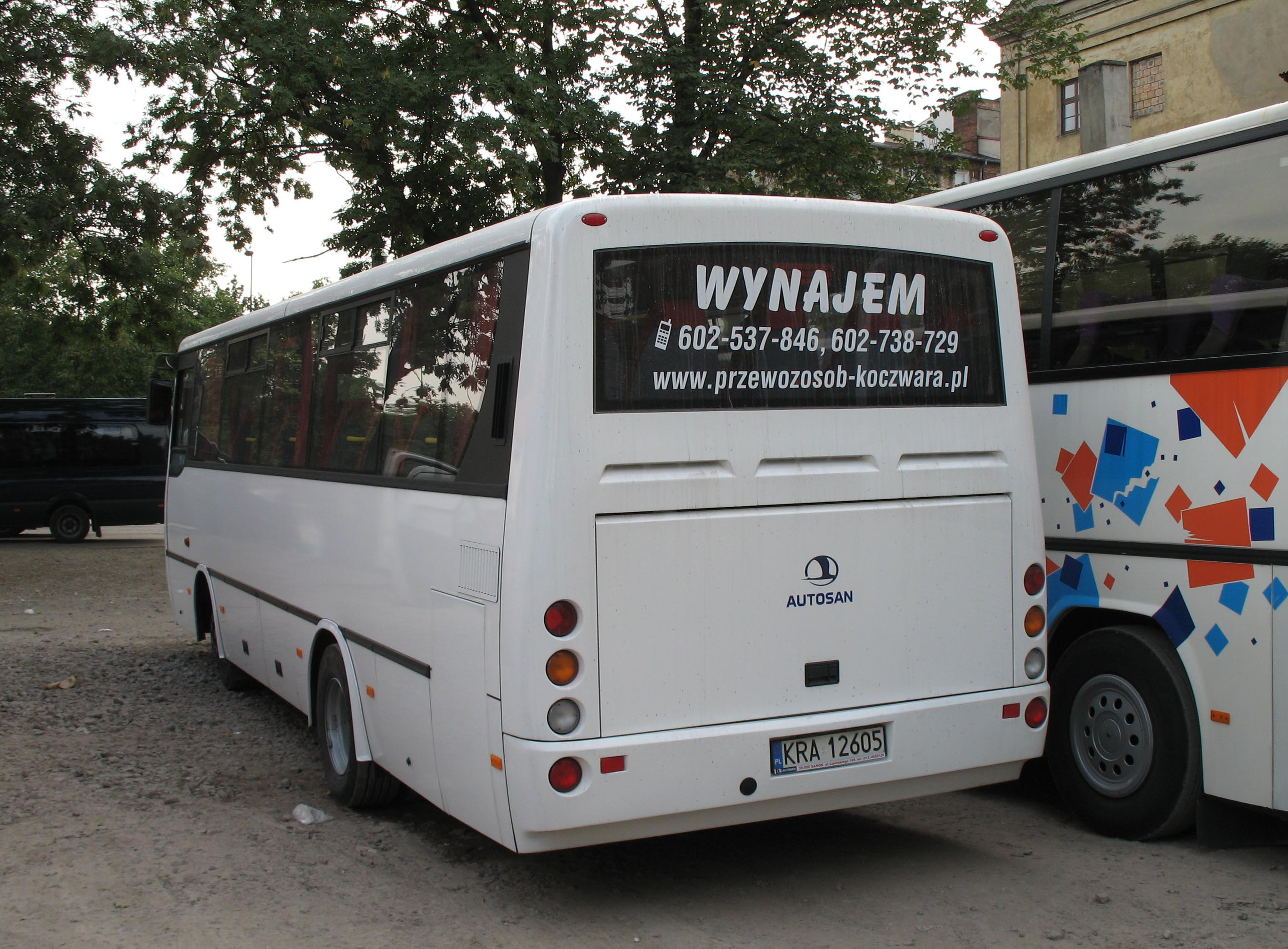
Autosan A0909L Tramp z 2008 roku, tył pojazdu

W 2005 roku przeprowadzono modernizację Trampa, w wyniku której zastosowano nową ścianę czołową wykonaną z tworzyw sztucznych z zamontowanymi w układzie pionowym reflektorami projektorowymi oraz ścianę tylną z okrągłymi lampami kierunkowskazów i świateł "Stop".
Kolejna modernizacja tego modelu nastąpiła w 2006 roku. Unowocześniona została sylwetka pojazdu poprzez montaż wklejanych szyb bocznych zamiast wcześniej osadzanych okien w uszczelkach. W zawieszeniu zmodernizowanego Trampa w miejsce parabolicznych resorów piórowych zastosowano zawieszenie pneumatyczne zunifikowane z autobusem Autosan A0808T Gemini oraz Jelcz M083C Libero. Do napędu autobusu przewidziano silnik Renault DCi4 CJ01 Euro 3 zblokowany ze skrzynią biegów Eaton 4106B.
W 2007 roku zmieniono układ drzwi z 1-0-1 na 1-1-0, oraz zastosowano silniki Cummins ISBe4 185 Euro 4 o mocy maksymalnej 136 kW (185 KM) i Renault DXi5 Euro 4 o mocy 140 kW (190 KM), oraz skrzynię biegów ZF 6S-700 BO. W wyposażeniu opcjonalnym autobusu oferowany jest zwalniacz (retarder) elektromagnetyczny oraz klimatyzator przestrzeni pasażerskiej. W 2008 roku wyprodukowano pierwsze egzemplarze modelu Tramp wyposażone w klimatyzator przestrzeni pasażerskiej. W 2009 roku brytyjski przedstawiciel marki Autosan wprowadził do swojej oferty odmianę przeznaczoną do ruchu lewostronnego o oznaczeniu Autosan A0909L Scamp. Jednak do tej pory nie uzyskano zamówień na ten model.
W IV kwartale 2009 roku do oferty wprowadzono podmiejską odmianę modelu A0909L Tramp z układem drzwi 1-2-0 oraz przeprojektowanym wnętrzem, dostosowanym do realizacji przewozów miejskich i podmiejskich. Pierwsze dwa egzemplarze tej odmiany zostały dostarczone Dolnośląskim Liniom Autobusowym. Pod koniec 2010 roku z nazwy handlowej usunięte zostało kodowe oznaczenie "A0909L". Od tego momentu model ten nosi nazwę Autosan Tramp. Część egzemplarzy sprzedano również pod nazwą Autosan Tramp 09.

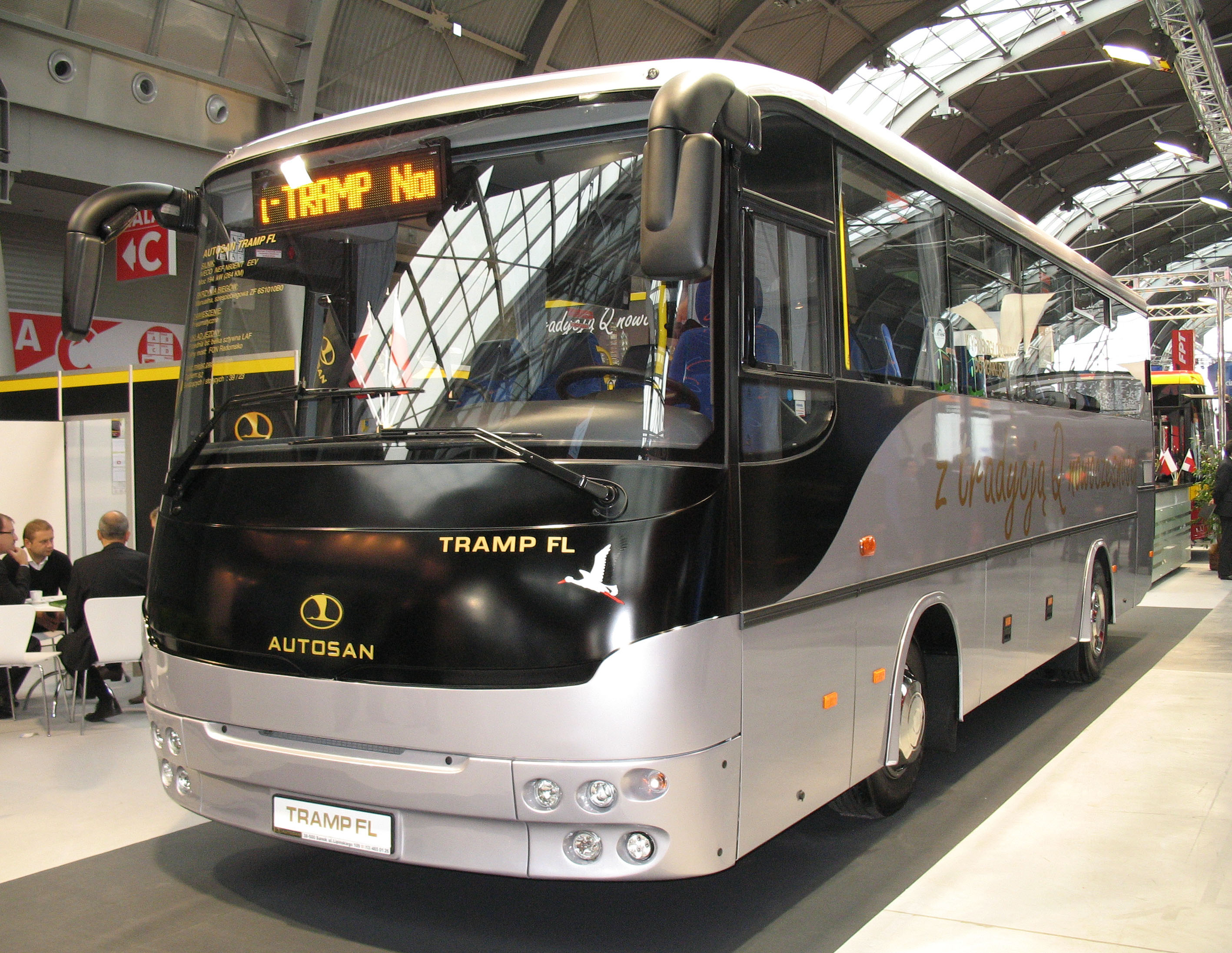
Autosan Tramp FL z 2011 roku

20 września 2011 roku podczas targów Transexpo 2011 w Kielcach przedstawiono gruntownie zmodernizowany model Autosan Tramp FL. Pojazd ten wyposażono w nowe nadwozie o konstrukcji zunifikowanej z autobusami Autosan A1010T i A1012T, w międzymiastowej wersji, przystosowane do przewozu 62 pasażerów z czego 39 na miejscach siedzących. Istnieje możliwość zamówienia wersji turystycznej, wyposażonej w 32 miejsca siedzące (fotele uchylne z przesuwem bocznym) oraz miejsce dla pilota. Tramp FL wyposażony został w spełniający wymagania normy czystości spalin EEV, 6-cylindrowy silnik Iveco NEF N60ENT o mocy maksymalnej 194 kW (264 KM). Jednostka napędowa zblokowana została z 6-biegową manualną skrzynią biegów ZF 6S-1010BO. W układzie jezdnym zastosowano sztywną oś przednią firmy LAF oraz tylny most napędowy FON Radomsko. Opcjonalnie z przodu może być zamontowana zawieszona niezależnie oś ZF RL55EC. Pojemność bagażników podpodłogowych wynosi od 3,2 do 4,5 m³. W wyposażeniu opcjonalnym jest m.in. silnik Cummins, zwalniacz (retarder) elektromagnetyczny, układ centralnego smarowania, klimatyzator, automatyczny system detekcji i gaszenia pożaru w komorze silnika, system czujników cofania, zestaw audio-video, lodówka i automat do napojów.
Przewidywanym następcą tego modelu ma być międzymiastowy autobus Autosan Eurolider 10.
W roku 2004 zakończono produkcję autobusów serii Autosan H9, po czym ponownie ją wznowiono w 2006 roku. Ostatnie serie tego modelu z 2004 i 2006 roku otrzymały ścianę czołową i tylną z modelu Tramp. Tak zmodernizowany pojazd oznaczono symbolem "H9-21/A09". Podzespoły Trampa wykorzystywane są również w prowadzonych od 2003 roku przez firmę Autosan kompleksowych remontach generalnych serii H9, w trakcie których nadwozie wymieniane jest na fabrycznie nowe.

## Wybrane wersje Autosan A0909L
- Autosan A0909L.01 Tramp – wersja lokalna.
- Autosan A0909L.01.03 – prototyp wersji miejskiej.
- Autosan A0909L.02 Tramp – wersja podmiejska.
- Autosan A0909S "Smyk" – model szkolny (następca modelu Autosan H9-21.41S "Kleks").
- Autosan A0909L Indiana – prototyp odmiany przystosowanej do ruchu lewostronnego.
- Autosan A0909L.05 – wersja produkowana od 2006 roku.
- Autosan A0909L.05.01 Smyk – odmiana szkolna produkowana od 2006 roku.
- Autosan A0909L Scamp – odmiana przystosowana do ruchu lewostronnego.